# Církvice (Kutná Hora)
Církvice é uma comuna checa localizada na região da Boêmia Central, distrito de Kutná Hora.